# Cerro El Picacho (Turmero)
El Picacho o Cerro Picacho es un cerro precordillerano al este de la ciudad de Turmero, y el más alto del Municipio Santiago Mariño, estado Aragua, Venezuela. El cerro y sus caminos han sido usados fundamentalmente como atractivo natural, en contraste de las carreteras de picos vecinos como Trincherón que históricamente ha sido ruta de transporte de Cacao de Chuao o la carretera hacia la zona pesquera de Choroní.

## Ubicación
El Picacho de Turmero tiene una de altitud 1 110 m s. n. m. y está situado en una región de la actual encrucijada que pertenecía a la hacienda del Marqués de Mijares, vecina a la propiedad de la Hacienda de Simón Bolívar. Limita al norte con la Cordillera de la Costa; al oeste limita con el extremo este del Área Metropolitana de Maracay; al este continúa con el Parque nacional Henri Pittier de la Colonia Tovar y la comunidad de San Mateo; y al sur limita con el extremo norte de Cagua, la zona azucarera de El Palmar y el embalse de Zuata. 
Este cerro es parte de la cadena montañosa de la Cordillera de la Costa en el punto donde se reúnen el Río Paya que desciende del Este, el Río de la Pescada por el Noroeste y el Río Medio por el Norte. Por extensión natural con la Cordillera de la Costa, se limita con el Mar Caribe por el Norte y la zona Centro de Venezuela por el Sur, el Parque nacional San Esteban por el Oeste y la ciudad de Caracas por el Este.

## Edad y formación
Se estima que este cerro tiene una edad de entre 50 y 45 millones de años, erecto durante el Cretáceo o probablemente el Paleoceno. Su formación se debe a una extensión de la falla de subducción de la Placa del Caribe. Esta falla surge como parte de los procesos tectónicos que llevaron al levantamiento de la placa sudamericana del Caribe a fines del Cretácico o comienzos del Paleoceno.

## Cuencas hidrográficas
Durante el período de lluvia, El Picacho forma numerosos riachuelos y anegaciones, algunos que duran unos pocos meses, y otros más caudalosos que duran todo el año. Estos forman tres cuencas relevantes, la primera es la de los ríos Pedregal, Polvorín y Paya que drenan en el río Turmero, la segunda es la quebrada la Pescada y la del río Medio con flujo opuesto hacia la población de Chuao ubicado en el camino Chuao-Turmero. Toda esta zona era un inmenso fundo agrícola en el siglo XIX, cubierta de selvas con venados y pumas, y de plantaciones de cacao, de caña de azúcar y de café. Al pie del picacho se asentó la población de Turmero.

## Atractivos naturales
Este cerro se puede apreciar desde todo el centro de la ciudad, y es el protagonista indiscutido de toda foto panorámica tomada a la ciudad. La vista destaca también a la ciudad de Cagua al Sur de la Autopista Regional del Centro, la ciudad de San Mateo hacia el Este y el valle donde se asienta la ciudad de Maracay. La vista panorámica incluye los lagos de Valencia, Taiguaiguai y Zuata. En la temporada de lluvias de la costa venezolana, se destaca el verdor de sus laderas hasta los 1 000 m s. n. m., y en verano las diferentes tonalidades del material rocoso que lo compone.
Su vegetación está compuesta por flora autóctona con bosques a menor altitud que dan entrada a los ecosistemas de la selva nublada del Henri Pittier. La falda del cerro suele estar compuesto por vegetación xerófila. No se encuentra una variada fauna como suele caracterizar al resto de la Cordillera de la Costa. Los principales mamíferos son los murciélagos y roedores. Durante todo el año se pueden observar una buena variedad de aves y de insectos, muchos de los cuales no se han contabilizado.

## Rutas de ascensión
Subir El Picacho es una excursión muy recurrida por montañistas de la ciudad, principalmente por su cercanía a la misma. En invierno es habitual encontrarlo con riachuelos, que lo ha convertido en una salida habitual para los montañistas que desean experimentar las condiciones típicas de los ecotonos de la selva nublada. En verano es un lugar sumamente árido y caluroso, lo que convierte su ascensión en una excursión muy agotadora pero de excelente entrenamiento.
Su vecindad a la capital permite su ascensión durante todo el año, siendo las más fácil de ellas, por la Calle Gradisco (Norte) y por la Calle Negro Primero (Este). 

### Tanque de agua
Se recomienda siempre subir el cerro en tres jornadas, en la primera para llegar por una caminata ligeramente empinada hasta llegar al tanque de agua que surte la región. El trecho es un callejón amplio por el que transitan vehículos rústicos. El camino es gravoso con un pequeño canal de agua que hace que el camino no esté tan erosionado como las porciones superiores del cerro. La región del tanque de agua es de terreno emparejado y nivelado, lugar exacto para situar un tanque de tal tamaño.

### La escalera
La segunda jornada parte desde este punto hasta el lugar conocido como «la escalera», cuyo trayecto es muy variable de zonas empinadas, de bajada y planas. Este es el lugar a donde llegan la mayoría de lo caminantes, gracias a su ligero grado de dificultad. Se comienza desde el tanque de agua por una trocha clara y empinada pero que luego se empareja hasta un árbol de cují frondoso conocido por los lugareños como «el árbol de los novios». Después del cují hay dos lomas que llevan a «la escalera». Las lomas suelen ser poco empinadas pero muy rocosas y resbaladizas si está lloviendo. El comienzo del tercer y último ascenso se divisa desde la segunda colina con un color azul pastel, que es el color que se ha pintando las escaleras de concreto que algún anónimo construyó en medio del camino. Las escaleras de concreto son de dos metros de ancho y hecho de seis peldaños.

### Monumento a la bandera
Finalmente, desde «las escaleras», se sube por otro camino relativamente empinado hasta llegar a la cumbre donde regenta la bandera de Venezuela en la cumbre. Este último trecho es conocido en la localidad como «la pared», en vista del gran grado de dificultad que resulta el ascenso a través de una trocha muy empinada y erosionada por el agua. La segunda mitad del camino último por el borde superior del cerro hasta la cumbre donde está el monumento a la bandera es muy paisajístico, rodeado principalmente de gramínea y algunos arbustos. El barranco a ambos extremos del trecho hasta la cumbre no suele ser de mucho riesgo, aunque está caracterizado por grandes rocas e inclinadas caídas en precipicio.

## Conservación
Grupos de ciudadanos con fondos de empresas privadas suelen realizar siembras de árboles en la falda del cerro. Las especies de vegetación predilectas para las jornadas son caoba, pilón, guayaba, vera, uva de playa, ficus, mamón, flamboyán, samán y araguaney. 
A fines de 2012 el gobierno regional planificó construir un mirador y parador turístico de aproximadamente un kilómetro. Las labores iniciales se caracterizaron por deforestación y eliminación de una parte de la capa vegetal sin que el proyecto continuara más allá de abrir ese camino de tierra. El abandono del proyecto ha causado la formación de cárcavas en el terreno y anegaciones en las comunidades vecinas por el repentino drenaje paralelo durante la época de lluvias.